# Hanne Krogh
Hanne Krogh Sundbø, född 24 januari 1956 i Oslo, är en norsk sångare, skådespelare och textförfattare.

## Musikkarriär
Krogh föddes i Oslo, växte upp i Haugesund på Vestlandet, men bor sedan många år tillbaka i Oslo. Hon skivdebuterade som 14-åring 1970 med singeln "Lukk opp min dør", och var 15 år gammal när hon debuterade i Norsk Melodi Grand Prix 1971, då hon vann med "Lykken er". Hon fick därför representera Norge i finalen i Eurovision Song Contest 1971 på Irland. Hon har sedan dess deltagit i Eurovision Song Contest som artist ytterligare två gånger. I Eurovision Song Contest 1991 kom hon på sjuttonde plats med "Mrs Thompson" som medlem i gruppen Just 4 Fun tillsammans med Eiríkur Hauksson, Jan Groth och Marianne Antonsen. I Eurovision Song Contest 1985 deltog Hanne Krogh och Elisabeth Andreasson i gruppen Bobbysocks som vann med sången "La det swinge".
Hon medverkade i Eurovision Song Contest 1987 som låtskrivare tillsammans med Rolf Løvland. Kate Gulbrandsen sjöng "Mitt liv" till en niondeplats.
Krogh har gett ut mängder av skivor under sina drygt tre decennier som aktiv artist. En hel del julskivor har det blivit genom åren, vid sidan om övrig musik. Sedan mitten av 1990-talet har hon också gett ut flera album med barnsånger.

## Skådespelarkarriär
Hanne Krogh är inte bara en framgångsrik sångare. I Norge är hon också känd som skådespelare. Hennes största framgång på vita duken är som Sonja i Reisen til julestjernen från 1970-talet. Filmen är fortfarande mycket populär och visas på TV i Norge varje jul.

## Privatliv
Hanne Krogh är gift med journalisten Trygve Sundbø och har två barn, sonen Sverre (född 1982) och dottern Amalie (född 1993).

## Priser och utmärkelser
- Peer Gynt-prisen 1985 (Bobbysocks)
- Spellemannprisen Hederspris 1985 (Bobbysocks)
- Ålesunds-silda 1987
- Spellemannprisen för Ta meg til havet 1992
- Gammleng-prisen 1993[3]
- De Fykende måker - Haugesund Kommuns hederspris 2007

## Diskografi
- Hanne Krogh (1978)
- Nærbilde (1980)
- Alene (1982)
- Nordens vakreste (1982)
- Under samme sol (1983)
- Julens vakreste (1983)
- Bobbysocks (1984) (Bobbysocks)
- Bobbysocks (med "Let it swing") (1985) (Bobbysocks)
- Waiting for the morning (1986) (Bobbysocks)
- Walkin' on air (1987) (Bobbysocks)
- Hanne (1989)
- Ren 60 (1990) (Just 4 Fun)
- Those were the days (1991) (Just 4 Fun)
- Ta meg til havet (1992)
- 40 beste (1994)
- Prøysens barnesanger (1995)
- Reisen til den levende parken (1996)
- Julestjerner (1996)
- Egners barnesanger (1997)
- Vestavind (1998)
- God jul - Hannes beste julesanger (2000)
- Sanger fra barnas skattkammer (2002)
- Ved juletid (2002)
- God jul - Hannes beste julesanger (återutgåva) (2006)
- Let It Swing – The Best of Bobbysocks (2010) (Bobbysocks)
- Vår julekonsert (2011) (Hanne & Tre Tenorer)
- Barnas nasjonalskatt (2012)
- Ikke gi deg, jente (2013)